# David Cournapeau
David Cournapeau est le créateur de Scikit-Learn, l'une des principales bibliothèques logicielles dédiée au Machine learning.

## Formation
Cournapeau a un master en ingénierie électrique à Telecom ParisTech où il s'est spécialisé en acoustique et dans le traitement du signal audio. En 2009, il soutient une thèse sur la reconnaissance vocale au Japon à l'université de Kyoto, sous la direction de Tatsuya Kawahara.

## Carrière
En 2007, Cournapeau soumet un projet de bibliothèque logicielle en python au Google Summer Code de 2007. Sous le nom de scikits.learn, il s'agissait originellement version dérivée et simplifiée (toolkit) de SciPy, l'une des principales librairies en python pour le calcul scientifique. Ultérieurement repris par une communauté élargie de contributeurs avec le soutien scientifique de l'INRIA, Scikit-Learn s'est imposé comme un framework de référence pour le machine learning.
Après sa thèse, Cournapeau travaille pour Silveregg, une entreprise japonaise de Software as a service délivrant des services de recommandations pour des détaillants japonais. En 2017, il rejoint Cogent Labs, une autre entreprise japonaise spécialisée dans l'apprentissage profond.